# 梅尼勒克兰尚
梅尼勒克兰尚（法語：Mesnil-Clinchamps，法語發音：[mɛnil klɛ̃ʃɑ̃] ⓘ）是法国卡尔瓦多斯省的一个旧市镇，属于维尔区。2017年，梅尼勒克兰尚与临近的9个市镇合并为新市镇努德谢讷。

## 地理
梅尼勒克兰尚（48°51'10"N, 0°59'26"W）面积15.33 平方千米，位于法国诺曼底大区卡爾瓦多斯省，该省份为法国西北部沿海省份，北濒大西洋英吉利海峡，东北与滨海塞纳省以海上边界相接，东临厄尔省，南至奧恩省，西与芒什省接壤。
与梅尼勒克兰尚接壤的市镇（或旧市镇、城区）包括：库隆斯、勒梅尼勒伯努瓦、勒梅尼勒科苏瓦、圣芒维厄博卡日、圣瑟韦卡尔瓦多斯、勒梅尼勒罗贝尔。

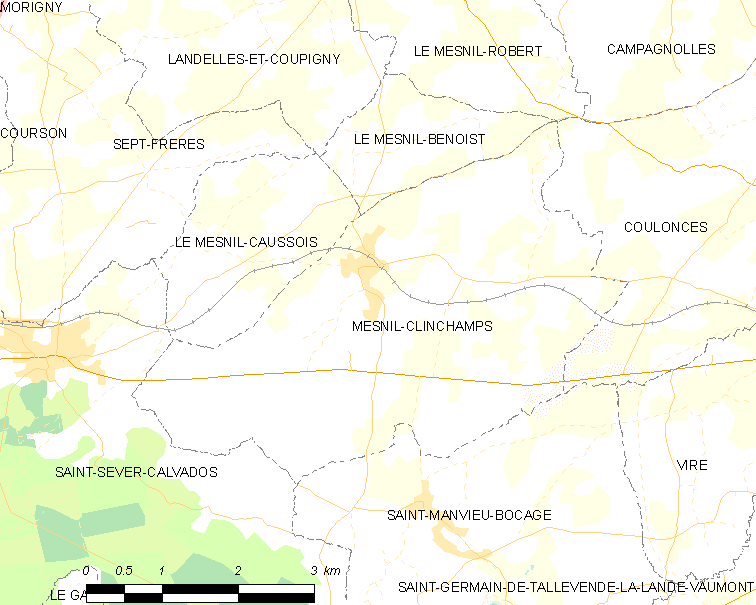
梅尼勒克兰尚的OSM定位图

梅尼勒克兰尚的时区为UTC+01:00、UTC+02:00（夏令时）。

## 行政
梅尼勒克兰尚的邮政编码为14380，INSEE市镇编码为14417。

## 政治
梅尼勒克兰尚所属的省级选区为维尔诺曼底县。

## 人口

1962-2008年间梅尼勒克兰尚人口变化图示

梅尼勒克兰尚于2018年1月1日时的人口数量为952人。